# Lars Falk (tecknare)
Lars Allan Falk, född 15 april 1927 i Göteborg, död där 16 mars 1985, var en svensk tecknare och målare.
Falk studerade vid Slöjdföreningens skola i Göteborg 1941–1944 och vid Valands målarskola 1944–1947 samt under studieresor till Danmark. Norge, Frankrike och Italien. Han medverkade i ett stort antal samlingsutställningar runt om i Mellansverige. 
Lars Falk var son till målaren Ragnar Falk och Nora, född Andersson, samt bror till konstnärerna Per Falk och Kjell Falk och till skådespelarna Jonas Falk och Niklas Falk. Han är far till vissångaren Axel Falk. Lars Falk är begraven på Västra kyrkogården i Göteborg.